# Joe Miller (Eishockeyspieler, 1898)
Joseph Anthony Miller (* 6. Oktober 1898 in Morrisburg, Ontario; † 1. August 1963) war ein kanadischer Eishockeytorwart, der während seiner aktiven Karriere zwischen 1918 und 1932 unter anderem 130 Spiele für die New York Americans, New York Rangers, Pittsburgh Pirates und Philadelphia Quakers in der National Hockey League bestritten hat. Im Jahr 1928 gewann Miller in Diensten der New York Rangers den Stanley Cup.

## Karriere
Miller trat erstmals im Jahr 1918 für die Ottawa New Edinburghs in der hiesigen Stadtliga der kanadischen Hauptstadt Ottawa in Erscheinung und hütete dort das Tor bis ins Jahr 1924 hinein. In dieser Zeit galt er als der beste Torhüter der Liga. Im Jahr 1924 zog es den Torwart in die Vereinigten Staaten, wo er zunächst für die Fort Pitt Panthers in der United States Amateur Hockey Association und ab 1925 zwei Jahre lang für die St. Paul Saints in der American Hockey Association.
Die Transferrechte in der National Hockey League an seiner Person lagen in dieser Zeit bei den Pittsburgh Pirates. Diese hatten selbige im Januar 1926 im Tausch für Odie Cleghorn und um die Ausleihe von Jesse Spring zu begleichen zu den New York Americans transferiert. Zur Saison 1927/28 wechselte Miller schlussendlich in den Profibereich und stand bei den Americans in der NHL zwischen den Pfosten. Nach 28 Einsätzen verliehen sie ihn noch im Saisonverlauf im Februar 1928 an die Niagara Falls Cataracts aus der Canadian Professional Hockey League. Dort war er allerdings nur zwei Monate aktiv, da die New York Americans eine erneute Einnahmequelle sahen, als sich der Stammtorwart der New York Rangers, Lorne Chabot, in den Finalspielen um den Stanley Cup verletzte. Miller ersetzte Chabot – auf Leihbasis – ab dem dritten Spiel der Finalserie gegen die Montreal Maroons und war mit lediglich drei Gegentoren und einem Shutout maßgeblich am ersten Cup-Gewinn der Rangers beteiligt.
Vor der Saison 1928/29 trennten sich die New York Americans dann endgültig von Miller, als sie ihn zusammen mit 20.000 US-Dollar für Torwart Roy Worters von den Pittsburgh Pirates eintauschten. Dort war er in den folgenden beiden Jahren Stammtorhüter. Schließlich wechselte er mit dem Team auch nach Philadelphia, als es vor der Spielzeit 1930/31 umgesiedelt wurde und als Philadelphia Quakers den Spielbetrieb fortsetzte. Für die Quakers bestritt er allerdings nur zwölf Spiele, da er sich hinter Wilf Cude als Ersatztorwart einreihen musste. Im Anschluss an die Spielzeit absolvierte Miller noch ein Spieljahr für die Syracuse Stars in der International Hockey League, ehe er seine Karriere beendete.

## Erfolge und Auszeichnungen
- 1928 Stanley-Cup-Gewinn mit den New York Rangers

## NHL-Statistik
(Legende zur Torhüterstatistik: GP oder Sp = Spiele insgesamt; W oder S = Siege; L oder N = Niederlagen; T oder U oder OT = Unentschieden oder Overtime- bzw. Shootout-Niederlage; Min. = Minuten; SOG oder SaT = Schüsse aufs Tor; GA oder GT = Gegentore; SO = Shutouts; GAA oder GTS = Gegentorschnitt; Sv% oder SVS% = Fangquote; EN = Empty Net Goal; 1 Play-downs/Relegation; Kursiv: Statistik nicht vollständig)